# 164 (音楽家)
164（いちろくよん）は、日本のソングライター、ギタリスト、ボカロPである。別名は203soundworks。ボカロPとしての代表曲は「天ノ弱」や「残響」など。中でも「天ノ弱」はYouTubeで4300万回再生を突破している。
ヴァーチャルシンガーグループ「A型家電」のサウンドプロデューサーを務める。

## 略歴、人物
山口県出身。過去にバンドを組んで活動していたこともあったがツアー中にメンバーとの方向性の衝突で辞め、「自分でアレンジを考えてそれを他人に指示するよりは1人で活動したほうが楽だ」と思いソロ活動を決める。
2008年9月、「shiningray」を発表し、ボカロPとしての活動を開始。現在、「天ノ弱」「タイムマシン」「残響」の3曲がニコニコ動画でミリオン再生を達成している。なお、天ノ弱の読み方としては、「てんのよわ」や「あまかけるりゅうのひらめき」などが散見されるが、これについては本人が公式X(Twitter)で「デマ」としている。また自身の楽曲である「天ノ弱」をカスタネットで叩くことにも長けていると噂されたこともあるが、こちらも本人によれば「デマ」である。
2015年から2017年7月までの2年間、歌い手のRYOTA（りょーくん）とのユニット、Equalのソングライター、ギタリストとしても活動していた。
また、2017年には自身初となるワンマンライブを開催するなど、音楽活動の幅を広げている。また、本人は大のレスポールマニアでもある。

## ディスコグラフィー

### 配信限定シングル
| 発売日        | タイトル                     | レーベル           |
| ------------- | ---------------------------- | ------------------ |
| 2020年6月26日 | GALAXY(Under my identity)    | ポニーキャニオン   |
| 2020年8月31日 | Hatsune / 1640mP(164×40mP)   | ポニーキャニオン   |
| 2023年2月24日 | phoenix (from Raison d'être) | Subcul-rise Record |

### アルバム
| 発売日         | タイトル                                                                       | 規格品番   |
| -------------- | ------------------------------------------------------------------------------ | ---------- |
| 2009年12月16日 | EXIT TUNES PRESENTS THE COMPLETE BEST OF 164 from 203soundworks feat. 初音ミク | QWCE-10024 |
| 2011年3月2日   | MEMORY -164 from 203soundworks-                                                | QWCE-10033 |
| 2012年3月7日   | THEORY -164 feat.GUMI-                                                         | QWCE-00208 |
| 2013年9月4日   | BLURRY 164 feat. GUMI、MAYU                                                    | QWCE-00309 |
| 2014年7月16日  | THIS IS VOCAROCK 164 feat.GUMI                                                 | QWCE-00367 |
| 2015年10月21日 | TRIBUTE TO 164 V.A.                                                            | QWCE-00519 |
| 2017年1月18日  | Sevenly                                                                        | QWCE-00619 |
| 2018年12月5日  | ⅠⅥⅣ                                                                            | QWCE-00694 |

## 提供楽曲

### 楽曲
- 希美まゆ『その花ちぎれば』- ギター[9]
- mai.
  - 『CINDERELLA』- 作詞・作曲[10]
  - 『EIEN』- 作詞・作曲[11]
  - 『SAKURA』- 作詞・作曲[12]
- SharLie
  - 『薊の花も一盛り』- 作詞・作曲[13]
    - 超有名海鮮丼チェーン店、お花丼丸テーマソング

  - 『Answer Song』- 作詞・作曲・編曲
  - 『A litle something』- 作詞・作曲・編曲
  - 『Smoke』- 作詞・作曲・編曲
- luz『With you』- 作曲・編曲[14]
- 朝日南アカネ（にじさんじ）『カナリア』- 作詞・作曲[15]
- ウォルピスカーター『STILL GREEN』- 作詞・作曲[16]
- 凪原涼菜『暁光』- 作詞・作曲・編曲
- 志麻
  - 『空空漠漠』- 作詞・作曲・編曲
  - 『最適解』- 作詞・作曲
- そらる『青い蕾』- 作詞・作曲・編曲
- いかさん『にじゆめロード』- 作詞
- ぐるたみん『JOURNEY』- 作詞・作曲
- 渡会雲雀（にじさんじ）『Tokyolit』- 作詞・作曲
- 悠佑(いれいす)『夜想歌』-作詞･作曲･編曲
- A型家電『ハッピー・ダンス』-作詞･作曲･編曲

### ゲーム
- 俺達の世界わ終っている。『World End Heaven』、『Eternal Days(working title)』、『Change The World』- 作詞・作曲[17]
- ビビッドアーミー『コマンド・ミー！』- 作詞・作曲[18]
- プロジェクトセカイ カラフルステージ! feat. 初音ミク『「1」』 - 作詞・作曲[2]

## 書籍
- Guitar magazine Special Edition 164 - リットーミュージック、2017年[19]